# Abarth Grande Punto
De Abarth Grande Punto is een wagen van het Italiaanse automerk Abarth, gebaseerd op de Fiat Grande Punto. De wagen werd aan het publiek voorgesteld tijdens het Autosalon van Genève in 2007.

## Motor
De viercilindermotor heeft een inhoud van 1368 cm³. Het vermogen bedraagt 155 pk (114 kW) bij 5.500 tpm. Het maximale koppel van 206 Nm wordt geleverd bij 5.000 tpm, met de sportknop ingedrukt wordt er tijdelijk 230 Nm koppel geleverd. De auto heeft een handgeschakelde zesbak en voorwielaandrijving. De topsnelheid bedraagt 208 km/h.

## Grande Punto SS
De Grande Punto SuperSport is een extra sportieve variant. Dezelfde motor levert hier 180 pk (132 kW) bij 5.750 tpm en 272 Nm koppel. De prijs ligt dan ook ongeveer € 5.000 hoger.